# The BCN Connection
The BCN Connection es el álbum de debut de The Pinker Tones.

## Lista de canciones
1. "A Message by his Holiness the Maharishi Pihnkhy"
2. " Viva la Juventud"
3. " Mais Pourquoi?"
4. " Introducing Mr. Furia & Professor Manso"
5. " One of them"
6. " Advanced Night Repair"
7. " Pinker Party"
8. " Mario's Jingle"
9. " For the Righteous"
10. " Travel Club"
11. " One of Them · Readymade Jazz Exercise" (Remixed by Konishi Yasuharu)
12. " Mais Pourquoi? · Le Swinging Mix"
13. " Pinker Party · Dry pinkertini Mix"
14. " Fly me to Brazil"

- Datos: Q7715144